# Alexander Comyn (Ritter)

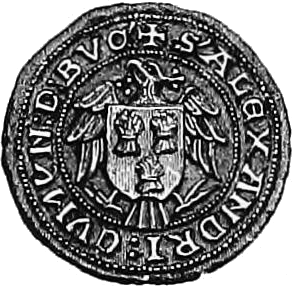
Siegel von Alexander Comyn

Sir Alexander Comyn (auch de Comyn) († nach 1308) war ein schottischer Adliger.

## Herkunft
Alexander Comyn entstammte der schottischen Familie Comyn, die in der zweiten Hälfte des 13. Jahrhunderts zu den führenden Adelsfamilien in Schottland gehörte. Er war ein jüngerer Sohn von Alexander Comyn, 6. Earl of Buchan und von dessen Frau Elizabeth de Quincy. Sein Vater starb vor 1290, worauf Alexanders älterer Bruder John den Titel und die Besitzungen der Familie erbte. Alexander wurde zum Ritter geschlagen.

## Kampf auf englischer Seite im Ersten Schottischen Unabhängigkeitskrieg
Nachdem es 1296 zwischen England und Schottland zum Krieg gekommen war, wurde Schottland von englischen Truppen besetzt. Gegen die englische Herrschaft kam es ab 1297 zu einer Rebellion, die weite Teile des Landes umfasste. Zu den Führern der Rebellion gehörte der mit Alexander Comyn verwandte John Comyn of Badenoch, der von Alexanders älteren Bruder, dem Earl of Buchan unterstützt wurde. Im Gegensatz zu seinem Bruder und den meisten anderen Angehörigen seiner Familie unterstützte Alexander Comyn aber nach 1297 loyal die englische Herrschaft. Zusammen mit dem Seeräuber Lachlan Macruarie plünderte er 1299 Besitzungen der Rebellen gegen die englische Besatzung in Nordschottland. Der englische König Eduard I. belohnte ihn, indem er ihn zum Sheriff von Aberdeenshire ernannte. Doch auch, nachdem sich 1304 fast alle schottischen Adligen dem englischen König unterworfen hatten, war die englische Herrschaft noch nicht gesichert. Comyn beklagte sich gegenüber der englischen Regierung, dass die Einwohner der von ihm verwalteten Gebiete, aber auch die benachbarten Adligen ihm als offenen Unterstützer der Engländer weiter feindlich begegneten. Dazu geriet er 1305 in einen Konflikt mit John of Strathbogie, 9. Earl of Atholl, der zuvor das Amt des Sheriffs von Aberdeenshire innegehabt hatte. Atholl war nun Richter für Schottland nördlich des Forth und erreichte, dass Comyn nicht Aboyne Castle erhielt. Der Grund hierfür war, dass er mit Urquhart und Tarradale bereits zwei Burgen besaß, dazu war er als Sheriff Herr von Aberdeen Castle. Dazu bezweifelte die englische Regierung seine Loyalität, da er vermutlich immer noch mit Lachlan Macruarie verbündet war. Tatsächlich kam es 1306 zu einem neuen Aufstand gegen die englische Herrschaft, als Robert Bruce sich zum König der Schotten erhob. Nach anfänglichen Rückschlägen konnte Bruce 1308 Urquhart bei Loch Ness und Tarradale in Black Isle erobern. In der Schlacht bei Inverurie schlag Bruce im Mai 1308 den Earl of Buchan, seinen mächtigsten Gegner in Schottland. Buchan und vermutlich auch Alexander Comyn mussten nach der Niederlage aus Schottland flüchten. Sein Todesjahr ist unbekannt, wahrscheinlich war er vor 1311 gestorben.

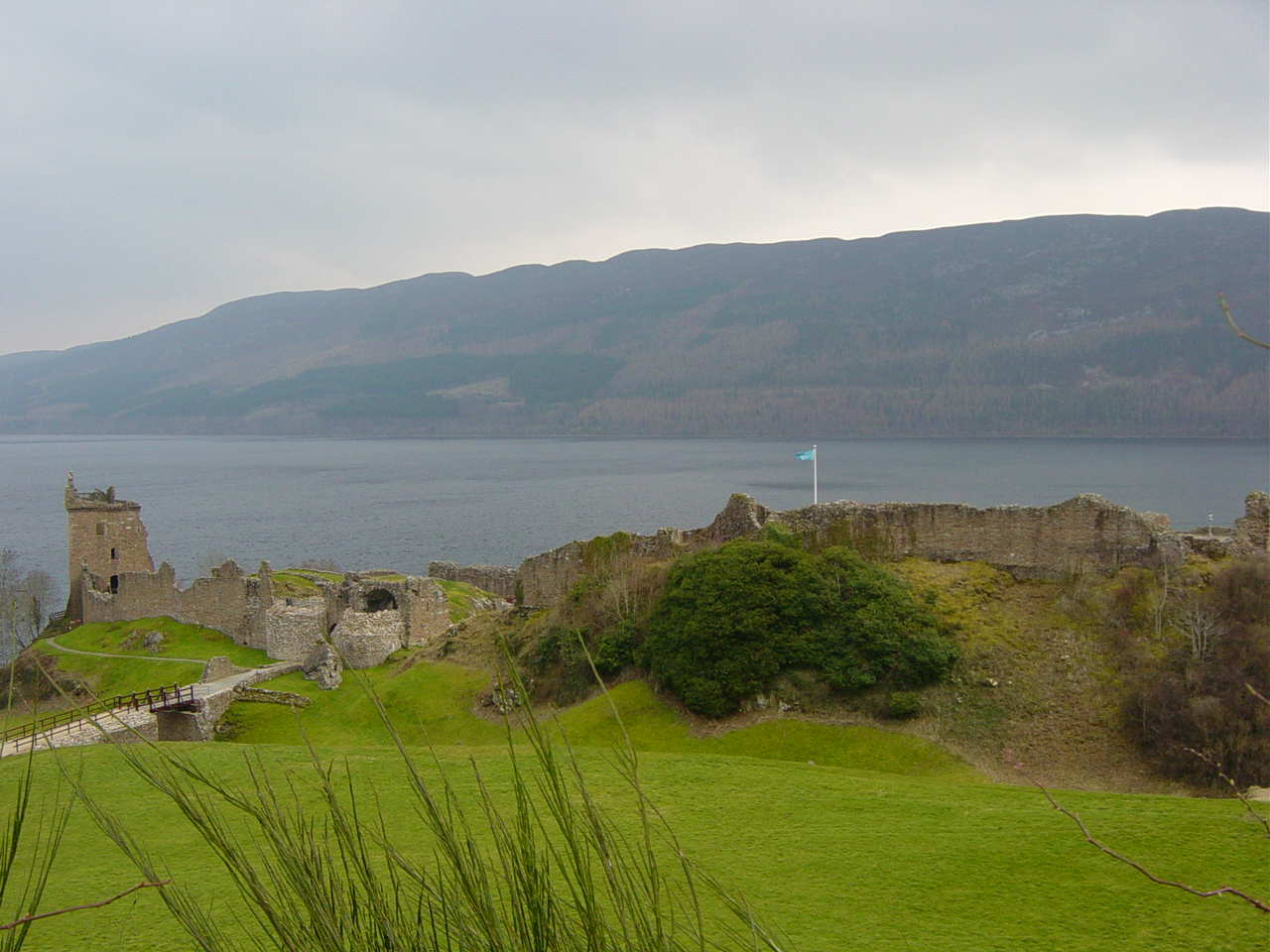
Die Ruine von Urquhart Castle, die zeitweise im Besitz von Alexander Comyn war. Fotografie von 2004.

## Ehe und Nachkommen
Comyn hatte Joan, eine Tochter des englischen Adligen William Latimer geheiratet. Mit ihr hatte er zwei Töchter:
- Margaret Comyn ⚭(1) Sir John Ross, Sohn von William de Ross, 3. Earl of Ross und Euphemia, vor 1310 ⚭ (2) Sir William de Lindsay, Lord of Symontoun, ein Sohn von Sir David de Lindsay
- Alice Comyn (vor 1296–vor 1349) ⚭ Henry de Beaumont

Seine Tochter Alice heiratete um 1310 den anglo–französischen Baron Henry de Beaumont. Dieser erhob später Ansprüche auf das Comyn-Erbe und wurde einer der Führer der sogenannten Enterbten, die 1332 mit einer Armee in Schottland einfielen. Dies führte zum Zweiten Schottischen Unabhängigkeitskrieg.